# Mother's Daughter
«Mother's Daughter» —en español: «Hija de mi madre»— es una canción de la cantante y compositora estadounidense Miley Cyrus. Apareció por primera vez como una pista digital en el segundo EP de Cyrus, She Is Coming, el 31 de mayo de 2019, luego fue enviada a la radio a principios de junio por RCA Records, como sencillo principal del disco. Fue escrita por Cyrus, Alma Miettinen y por su productor Andrew Wyatt. Su vídeo musical ganó dos MTV Video Music Awards en 2020.

## Composición
«Mother's Daughter» es una canción con una duración de 3 minutos 39 segundos. Fue escrita por Cyrus, Alma Miettinen y su productor Andrew Wyatt. Por su contenido lírico, fue descrita como himno de empoderamiento femenino. Enfocada en la relación con su madre Tish Cyrus que de una  manera u otra tiene a que ver con su carácter de luchadora incansable: «Puse mi espalda, mi corazón en eso / Así que lo hice, sí lo hice». En el coro explica lo mucho que le importa su libertad: «No me jodas mi libertad / Me he dejado la piel para conseguir un poco / Soy difícil, soy dura / Debe haber algo en el agua, o será por ser la hija de mi madre».

## Recepción comercial
Coincidiendo con el lanzamiento de She Is Coming, «Mother's Daughter» debutó en el puesto número 54 del Billboard Hot 100 de Estados Unidos. Es la entrada número 47 de Cyrus en el listado y su mejor debut desde «Adore You» debutando en el puesto 42 con el lanzamiento de Bangerz en 2013.

## Video musical
El video musical oficial fue lanzado el 2 de julio de 2019. Alexandre Moors —quien ha dirigido videos para Kendrick Lamar, Jennifer Lopez, ScHoolboy Q y Miguel, así como el drama de guerra de Jennifer Aniston-Alden Ehrenreich The Yellow Birds, lo dirigió. Él y Cyrus finalizaron el concepto a medida que el "proyecto de ley de latidos del corazón" antiaborto ganaba terreno en todo el país estadounidense.

«El video trata sobre el cuerpo de la mujer — el derecho a poseer tu propio cuerpo y liberarlo de la mirada masculina, de cualquier figura y forma, [...] Es un mensaje amplio y no estamos tratando de ser dogmáticos. Pero estamos viviendo tiempos difíciles en Estados Unidos, y lo que obtengo de este video es que inyecta mucha energía y determinación y el combustible adecuado para la lucha.»
—el director Alexander Moors hablando sobre el video a Los Angeles Times

Presenta a Cyrus con un traje rojo de látex contra la iluminación y la estética rojas, y muestra tomas de mujeres diversas, incluyendo mujeres de talla grande, mujeres negras, mujeres con discapacidad, mujeres transgénero, y una persona no binaria que usa los pronombres they/them, sentándose y posando en diferentes lugares. La madre de Cyrus, Tish, hace una aparición en el video. El video también muestra escenas de desnudez y tiene consignas feministas que parpadean en la pantalla a intervalos aleatorios. También está salpicado de imágenes de lactancia materna, cesáreas, almohadillas para la menstruación, todo lo relacionado con el cuerpo femenino que se supone que conlleva algún tabú. El video se presenta en formato 4:3.
El catsuit de látex rojo recuerda a los memorables atuendos usados en los videos musicales de «Oops!... I Did It Again» por Britney Spears y «Bad Romance» de Lady Gaga. Sin embargo su versión tiene una vagina dentada con joyas, como un adorno notable. Ella también aparece con una armadura de oro sobre un caballo, sosteniendo una espada a la Juana de Arco. Por el contrario, esa apariencia de látex, no estaba destinada a ser un homenaje explícito a las artistas antes mencionadas, sino más bien, "fue interesante subvertir algunos de los códigos del atuendo sexual, ir más allá y transformarlo más en una armadura o un traje de lucha", dijo Moors, "parecen más guerreras que cualquier cosa con implicaciones sexuales".
En coordinación con el lanzamiento del video, Cyrus compartió 18 publicaciones en su cuenta de Instagram con declaraciones de las personas que aparecen en este.
The Insider colocó el video musical en segundo lugar en su lista de los mejores videos musicales de 2019, comentando que "además del estilo genial y la dirección hermosa, el verdadero triunfo del video de Cyrus es cómo destaca una amplia variedad de personas con las que podrían conectarse el mensaje de la canción de empoderamiento y libertad".

## Interpretaciones en directo
Cyrus interpretó por primera vez a «Mother's Daughter», junto con «Cattitude» y «D.R.E.A.M.», en BBC Radio 1's Big Weekend en Middlesbrough el 25 de mayo de 2019. También se realizó en Primavera Sound en Barcelona el 31 de mayo, Orange Warsaw Festival en Varsovia el 1 de junio, Tinderbox en Odense el 28 de junio, y en Glastonbury Festival en  Pilton el 30 de junio.

## Legado
El 22 de octubre de 2020, el Tribunal Constitucional de Polonia dictaminó que un aborto en casos de "discapacidad o enfermedad incurable" del feto es inconstitucional (en la práctica, la disposición que se declaró inconstitucional representaba la mayoría de más del 90% de los abortos realizados legalmente en Polonia cada año), debido a esto, «Mother's Daughter» se volvió viral en Polonia, convirtiéndose en una de las canciones más escuchadas en ese momento. Miles de mujeres tomaron las calles para exigir la despenalización del aborto con frases inspiradas en los versos de la canción como Don't fuck with my freedom —en español: no te metas con mi libertad— escritas en carteles. El fenómeno tuvo varias imágenes navegando por Internet, así como videos de las protestantes cantando la canción y también fue compartido y respaldado por Cyrus en sus redes sociales.

## Créditos y personal
Créditos adaptados de Tidal.
- Miley Cyrus – voz, composición
- Andrew Wyatt – producción, composición
- Jacob Munk – ingeniería de grabación
- John Hanes – registro de ingeniería
- Tay Keith – programación
- Serban Ghenea – ingeniería de mezcla
- Alma – composición

## Posicionamiento en listas

### Semanales
| País (Lista 2019)                         | Mejor posición | Ref    |
| ----------------------------------------- | -------------- | ------ |
| Alemania (Official German Charts)         | 75             | [ 13 ] |
| Australia (ARIA)                          | 21             | [ 14 ] |
| Austria (Ö3 Austria Top 40)               | 49             | [ 15 ] |
| Bulgaria (PROPHON)                        | 3              | [ 16 ] |
| Bélgica (Ultratip Bubbling Under Flandes) | 9              | [ 17 ] |
| Bélgica (Ultratip Bubbling Under Valonia) | 38             | [ 18 ] |
| Canadá (Canadian Hot 100)                 | 31             | [ 19 ] |
| China Airplay/FL (Billboard)              | 4              | [ 20 ] |
| Escocia (Official Charts Company)         | 14             | [ 21 ] |
| Eslovaquia (Singles Digitál Top 100)      | 10             | [ 22 ] |
| España (PROMUSICAE)                       | 81             | [ 23 ] |
| Estados Unidos (Billboard Hot 100)        | 54             | [ 24 ] |
| Estados Unidos (Adult Pop Airplay)        | 40             | [ 25 ] |
| Estados Unidos (Pop Airplay)              | 27             | [ 26 ] |
| Estados Unidos (Rolling Stone Top 100)    | 88             | [ 27 ] |
| Francia (SNEP)                            | 177            | [ 28 ] |
| Hungría (Single Top 40)                   | 10             | [ 29 ] |
| Hungría (Stream Top 40)                   | 8              | [ 30 ] |
| Irlanda (IRMA)                            | 22             | [ 31 ] |
| Italia (FIMI)                             | 86             | [ 32 ] |
| Letonia (Latvijas Top 40)                 | 4              | [ 33 ] |
| Lituania (AGATA)                          | 14             | [ 34 ] |
| Nueva Zelanda (Recorded Music NZ)         | 21             | [ 35 ] |
| Países Bajos (Single Top 100)             | 100            | [ 36 ] |
| Polonia (Polish Airplay Top 100)          | 20             | [ 37 ] |
| Reino Unido (UK Singles Chart)            | 29             | [ 38 ] |
| República Checa (Rádio – Top 100)         | 19             | [ 39 ] |
| República Checa (Singles Digitál Top 100) | 18             | [ 40 ] |
| Rumania (Airplay 100)                     | 55             | [ 41 ] |
| Suecia (Sverigetopplistan)                | 76             | [ 42 ] |
| Suiza (Schweizer Hitparade)               | 48             | [ 43 ] |

### Anuales
| País (Lista 2019) | Mejor Posición | Ref    |
| ----------------- | -------------- | ------ |
| Letonia (LAIPA)   | 65             | [ 44 ] |

## Certificaciones
| País (Organismo certificador) | Certificaciones | Ventas certificadas | Ref.   |
| ----------------------------- | --------------- | ------------------- | ------ |
| Australia (ARIA)              | 2× Platino      | 140 000             | [ 46 ] |
| Brasil (Pro-Música Brasil)    | 3× Platino      | 160 000             | [ 47 ] |
| Canadá (MC)                   | Platino         | 80 000              | [ 48 ] |
| Nueva Zelanda (RMNZ)          | Platino         | 30 000              | [ 49 ] |
| Polonia (ZPAV)                | 3× Platino      | 60 000              | [ 50 ] |
| Reino Unido (BPI)             | Plata           | 200 000             | [ 51 ] |

## Historial de lanzamiento
| País           | Fecha               | Formato                    | Versión           | Discográfica(s) | Ref    |
| -------------- | ------------------- | -------------------------- | ----------------- | --------------- | ------ |
| Australia      | 31 de mayo de 2019  | Radio airplay              | Original          | RCA Sony        | [ 52 ] |
| Italia         | 7 de junio de 2019  | Radio airplay              | Original          | Sony            | [ 53 ] |
| Estados Unidos | 11 de junio de 2019 | Contemporary hit radio     | Original          | RCA             | [ 54 ] |
| Varios         | 2 de agosto de 2019 | Descarga digital streaming | R3hab remix       | RCA             | [ 55 ] |
| Varios         | 2 de agosto de 2019 | Descarga digital streaming | Wuki remix        | RCA             | [ 56 ] |
| Varios         | 9 de agosto de 2019 | Descarga digital streaming | White Panda remix | RCA             | [ 57 ] |

## Premios y nominaciones
El sencillo «Mother's Daughter» recibió varias nominaciones en distintas ceremonias de premiación. A continuación, una lista de las candidaturas que obtuvo:
| Año  | Premiación             | Categoría                  | Resultado | Ref.   |
| ---- | ---------------------- | -------------------------- | --------- | ------ |
| 2019 | MTV Video Music Awards | Mejor himno empoderador    | Nominado  | [ 58 ] |
| 2019 | MTV Video Music Awards | Mejor video del verano     | Nominado  | [ 58 ] |
| 2020 | Premios Grammy         | Mejor grabación remezclada | Nominado  | [ 59 ] |
| 2020 | MTV Video Music Awards | Mejor Dirección de Arte    | Ganador   | [ 60 ] |
| 2020 | MTV Video Music Awards | Mejor Edición              | Ganador   | [ 60 ] |